# Melisandre
Melisandre de Asshai é uma personagem fictícia da série de livros A Song of Ice and Fire, do autor norte-americano George R. R. Martin, e da série de televisão Game of Thrones. Ela é uma sacerdotisa do deus vermelho R'hllor e uma conselheira íntima de Stannis Baratheon em sua campanha pelo Trono de Ferro. Frequentemente ela é chamada de Mulher Vermelha por causa da cor de seus cabelos e de suas roupas. Na série televisiva ela é interpretada pela atriz holandesa Carice Van Houten.
Introduzida no segundo livro da série, Clash of Kings (1998), Melisandre é original de Asshai, no continente de Essos, e veio a Westeros para propagar sua fé no Deus Vermelho. Ela aparece nos livros subsequentes A Storm of Swords (2000) e A Dance with Dragons (2011). Nos primeiros livros da série a personagem não é uma narradora, tem presença física, com suas ações sendo testemunhadas e interpretadas através dos olhos de outros personagens como Davos Seaworth e Jon Snow. No quinto livro, A Dance with Dragons, ela aparece num único capítulo e o faz como narradora. George R. R. Martin afirmou que ela voltará como narradora em livros futuros.

## Perfil
Também conhecida como "A Mulher Vermelha", ela é uma bruxa capaz de manipular sombras para realizar seus desejos e uma sacerdotisa de R'hllor a serviço de Stannis Baratheon; tem poderes proféticos que lhe dão conhecimentos parciais sobre eventos futuros. Introduzida ao leitor em Clash of Kings, ela aparece nos dois livros seguintes e serve como narradora na terceira pessoa em um capítulo de A Dance with Dragons. Melisandre é uma bela mulher, com pele clara e sem manchas e com o cabelo da cor de um profundo acobreado lustroso. Além disso é graciosa, esguia, com o rosto em forma de coração, olhos vermelhos e seios fartos. É também descrita como alta, ultrapassando a maioria dos homens. A sua voz é sonora, com um toque exótico. Sempre vestida de vermelho, geralmente com roupas de seda, raramente dorme ou se alimenta e não sente frio, mesmo na Muralha. Tem visões proféticas saídas do fogo e uma posição militante contra as outras religiões de Westeros. Em volta da garganta, usa uma gargantilha de ouro vermelho, com um solitário e grande rubi, o qual brilha intensamente sempre que ela pratica alguma magia. Melisandre diz que praticou magia por anos sem conta, o que presume que na verdade ela seja uma mulher muito velha. 

## Biografia

### Série literária
Melisandre nasceu um número desconhecido de anos antes do início das séries; quando era pequena foi chamada Melony e foi vendida como escrava ao templo vermelho para ser treinada como sacerdotisa. Ela lembra-se constantemente de "Lote Sete", que era provavelmente o lote a que ela pertencia no leilão de escravos. Acreditando que Stannis Baratheon é a reencarnação de Azor Ahai, um mítico messias profetizado por sua fé, ela viaja para a ilha onde fica sua fortaleza, a Pedra do Dragão, durante os eventos de A Game of Thrones.

### Clash of Kings
Melisandre converte Stannis e sua esposa  Selyse à sua religião junto com vários outros integrantes da corte de Stannis. O meistre de Stannis, Cressen, temendo o poder da sacerdotisa e sua influência junto a ele, tenta envenená-la mas, mesmo ingerindo a maior parte da bebida, os poderes de Melisandre a fazem sobreviver. Quando o irmão de Stannis, Renly, também se declara rei, ela tem uma visão de Renly derrotando Stannis em Porto Real. Ela convence Stannis a engravidá-la, dando a luz a um demônio das sombras que mata Renly; ela também gera outro demônio que mata Ser Cortnay Penrose, o castelão de Storm's End, quando este se recusa a render a fortaleza. Ser Bryce Caron convence Stannis a deixar a sacerdotisa em Pedra do Dragão durante a Batalha de Blackwater, que termina com a derrota de Stannis. Durante a batalha, Ser Garlan Tyrell coloca a armadura de Renly e lidera a vanguarda Tyrrel-Lannister, assim cumprindo a profecia anterior de Melisandre.

### A Storm of Swords
O conselheiro de Stannis, Davos Seaworth, culpa Melisandre pela derrota em Blackwater e planeja assassiná-la mas a sacerdotisa descobre suas intenções olhando no fogo e Davos é preso. Ela tenta persuadir Stannis a sacrificar seu sobrinho bastardo,  Edric Storm, para despertar os dragões de pedra sob a Pedra do Dragão. Stannis recusa mas permite que ela o sangre com sanguessugas e as queime depois para amaldiçoar seus rivais  Balon Greyjoy, Robb Stark e Joffrey Baratheon, segundo ela "reis falsos ainda vivos". Todos os três morrem em circunstâncias diferentes logo depois mas Davos envia Eric escondido para  Lys, temendo que ele possa ser sacrificado. Melisandre então acompanha Stannis e Davos à Muralha, onde seus soldados esmagam os Selvagens e capturam seu líder  Mance Rayder.

### A Feast for Crowse ADance With Dragons
Jon Snow troca o bebê de Mance Rayder com o bebê de Gilly e o manda para  Oldtown com ela, Samwell Tarly e Meistre Aemon, para impedir Melisandre de queimar a criança para fazer alguma mágica com fogo. Quando Stannis ordena que Rayder seja queimado na fogueira por ter desertado da Patrulha da Noite, ela usa seus poderes para secretamente trocar a identidade de Rayder com o Senhor dos Ossos, outro selvagem, queimado em seu lugar. Ela revela o que fez a Jon Snow, que manda Mance com seis lanceiros a Winterfell para resgatar "Arya Stark" (na verdade uma serva de Sansa Stark,  Jeyne Poole) de Ramsay Bolton. Melisandre continua na Muralha enquanto Stannis marcha com suas tropas para Winterfell. Notando que seus poderes são mais fortes na Muralha, ela pede a R'hllor por uma visão de Azor Ahai, mas apenas vê "Snow" ("neve", mas uma referência indireta a Jon Snow). Ela também avisa Jon de ter visto "adagas no escuro". Jon a ignora mas mais tarde é esfaqueado até a morte por amotinados da Patrulha da Noite liderados por Bowen Marsh.

### Série de televisão

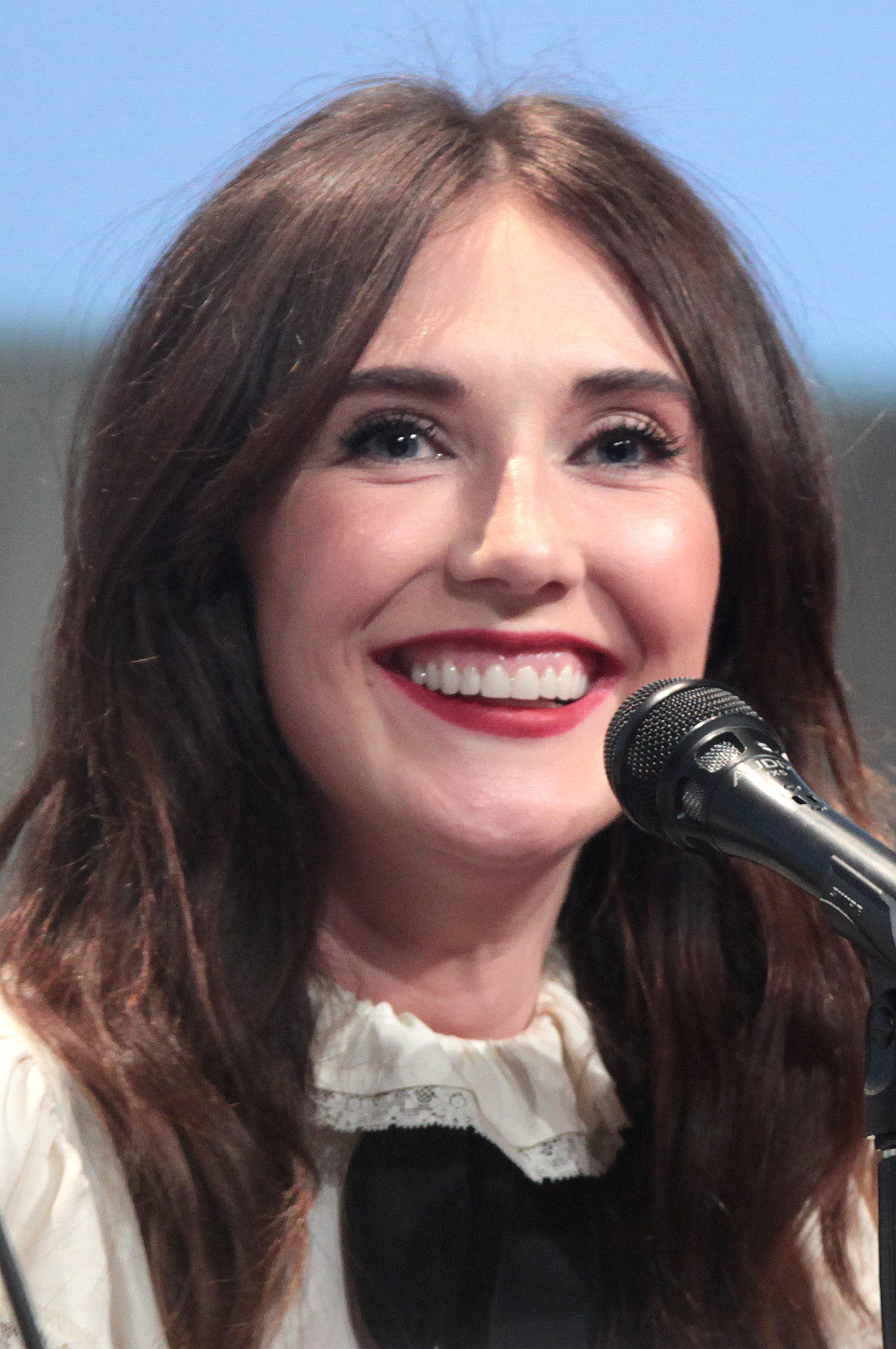
Carice van Houten é Melisandre em Game of Thrones.

Melisandre é interpretada na série Game of Thrones, a adaptação televisiva de A Song of Ice and Fire, pela atriz holandesa Carice van Houten. Indicada três vezes ao Screen Actors Guild de melhor elenco em série de drama – SAGA, junto com os outros atores do elenco, Carice alcançou fama mundial ao estrelar em 2006 o filme A Espiã, de Paul Verhoeven, o mais caro e maior sucesso comercial da história do cinema holandês, votado pelo público do país como o melhor filme holandês de todos os tempos.

#### 2ª temporada (2012)
Melisandre queima as estátuas da Fé dos Sete, numa cerimônia em Pedra do Dragão, provocando a ira do Meistre de Stannis Baratheon, Cresse. Ele tenta matá-la por envenenamento mas, apesar de tomar toda a bebida, seus poderes a protegem e ela não é afetada. Ela convence Stannis a engravidá-la e dá a luz um demônio das sombras que irá matar o rival dele pelo trono, seu irmão mais novo Renly Baratheon. Entretanto, o conselheiro de Stannis, Davos Seaworth, convence o chefe a deixar Melisandre em Pedra do Dragão quando ele atacar Porto Real; quando o ataque é derrotado pelos Lannisters, ela culpa a decisão de não a terem levado junto. Stannis tenta estrangulá-la num acesso de raiva, antes que ela o faça entender seu papel na morte de Renly, e lhe assegura que suas traições serão recompensadas no final.

#### 3ª temporada (2013)
Melisandre começa a queimar membros vivos da corte de Stannis em Pedra do Dragão. Davos a culpa pela derrota de Stannis, tenta assassiná-la, mas é preso. Ela viaja para as Terras Fluviais para se encontrar com a Irmandade sem Bandeiras que assumiu entre os seus o bastardo de Robert, Gendry, como ferreiro. Durante seu encontro, Melisandre fica surpresa quando o Sacerdote Vermelho  Thoros de Myr revela que ressuscitou o líder da Irmandade Ser Beric Dondarrion seis vezes. Melisandre compra Gendry da Irmandade, para fúria da amiga dele, Arya Stark. Ela usa o sangue de Gendry num ritual para matar os rivais de Stannis. Porém, antes que Gendry possa ser sacrificado, Davos o ajuda a escapar e adia sua própria execução mostrando a Stannis uma carta da Patrulha da Noite avisando que os Caminhantes Brancos voltaram. Após queimar a carta, Melisandre corrobora a história de Davos, dizendo a Stannis que ele precisará de seu conselheiro no futuro. 

#### 4ª temporada (2014)
Melisandre acompanha Stannis, Davos e seus exércitos até a Muralha. Antes que a força armada saia para o Norte, ela convence Stannis a levar junto sua filha,  Shireen, dizendo que o Deus da Luz tem um uso para ela. 

#### 5ª temporada (2015)
Na Muralha, Melisandre preside a cerimônia da queima de Mance Rayder na fogueira. Ela também tenta seduzir Jon Snow mas é rejeitada por ele. Mais tarde ela se junta a Davos e Stannis em sua campanha para tomar a fortaleza de Winterfell dos Boltons. Quando uma grande tempestade de neve atrasa a marcha, Melisandre insinua que Stannis sacrifique a filha Shireen ao deus vermelho. Ele inicialmente se recusa mas após um ataque de guerrilha de homens de Bolton que destroi seus suprimentos, ele a autoriza a queimar a própria filha viva na estaca. Após o sacrifício, o nevoeiro desaparece mas metade dos homens de Stannis, revoltados, desertam. A mulher dele, Selyse, se suicida martirizada pela culpa em ter concordado com o sacrifício da filha. Stannis e o que sobrou de seu exército são derrotados em Winterfell. Melisandre foge para Castle Black onde seu comportamento perturbado leva Davos e Jon a perceberem que Stannis e Shireen estão mortos.

#### 6ª temporada (2016)
Ainda sofrendo com a derrota e morte de Stannis, Melisandre fica chocada quando Jon é assassinado por seus oficiais, já que ela tinha tido uma visão dele lutando em Winterfell. Em estado de choque e sofrendo uma crise de fé, ela retorna para sua câmara e remove a gargantilha de ouro que sempre usa, o que revela sua aparência verdadeira de uma mulher muito velha. Depois da prisão dos amotinados de Castle Rock pelos Selvagens, Davos a persuade a usar sua mágica para tentar reviver Jon Snow, o que, para o choque da própria Melisandre, é bem sucedido. Ela começa então a acreditar que o "Príncipe Que Havia Sido Prometido" não era Stannis, mas Jon, e oferece sua vida a seu serviço. Percebendo que sua intromissão constante tinha feito mais mal do que bem, Melisandre não faz mais magias sem a permissão de Jon, nem tenta converter ninguém – incluindo ele – para adorar o Senhor da Luz.
Melisandre acompanha Jon Snow em sua marcha para Winterfell, mas ele a proíbe de trazê-lo de volta novamente caso ele morra. Melisandre diz que ao menos tentará, se o Senhor da Luz ainda tiver necessidade dele. No rescaldo da retomada de Winterfell pelos soldados de Jon (o que confirma sua previsão) e da morte de Ramsay Bolton, Melisandre é confrontada por Davos, que descobre que ela tinha sido a responsável pela morte de Shireen na fogueira. Jon a bane do Norte, ameaçando matá-la se algum dia retornar; ela protesta e diz que sua causa agora é derrotar os Caminhantes Brancos mas acaba se resignando e desaparece em direção ao sul.

#### 7ª temporada (2017)
Melisandre reaparece em Pedra do Dragão, onde está Daenerys Targaryen, que fez da fortaleza ancestral de sua família, abandonada por Stannis Baratheon antes de morrer, a base para a invasão de Westeros. Lá, ela fala a Daenerys sobre Jon Snow e a incentiva a chamar Jon para integrar suas forças. Quando ele chega à Pedra do Dragão, ela evita encontrá-lo e numa conversa no penhasco ao vento com Varys diz que cometeu muitos erros antes e irá embora de Pedra do Dragão.

### 8ª temporada (2019)
Ela chega a cavalo a Winterfell quando a batalha contra os Caminhantes Brancos e suas legiões de mortos-vivos está prestes a se iniciar. Na linha de frente dos exércitos estão Jorah Mormont e a cavalaria dos  Dothraki. Melisandre pede a Jorah que diga aos guerreiros em sua língua que levantem suas espadas; eles o fazem e atráves de suas preces e sua mágica ela cria fogo em todas as armas dos Dothraki. Enquanto a luta se desenrola, ela se encontra com Davos dentro do castelo e diante do olhar de ódio do antigo contrabandista, que jurou matá-la se ela voltasse ao Norte, diz que ele não se dê ao trabalho disto pois ela estará morta antes do fim do dia. Quando se encontra com Arya Stark, ela lembra a Arya que um dia lhe disse que ela mataria muita gente de olhos escuros, olhos verdes e olhos azuis. Antes disso, no início da batalha contra os mortos, ela acende através de preces ao Deus da Luz e mágica, fogo na madeira que forma as trincheiras em torno de Winterfell o que permite conter por algum tempo o exército de mortos-vivos. Quando a batalha termina com a derrota do Rei da Noite e suas criaturas, Melisandre deixa o castelo e caminha para o campo nevado em frente. Durante a caminhada retira do pescoço a gargantilha que lhe garante a imortalidade e a juventude, começa a envelhecer, cai e se desfaz em pó.